# 勝田郡
- 令制国一覧 > 山陽道 > 美作国 > 勝田郡
- 日本 > 中国地方 > 岡山県 > 勝田郡

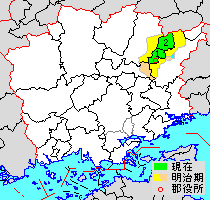
岡山県勝田郡の位置（1.勝央町 2.奈義町 薄黄：後に他郡に編入された区域 水色：後に他郡から編入した区域）

勝田郡（かつたぐん）は、岡山県（美作国）の郡。
人口15,716人、面積123.57km²、人口密度127人/km²。（2025年3月1日、推計人口）
以下の2町を含む。
- 勝央町（しょうおうちょう）
- 奈義町（なぎちょう）

美作市・英田郡と合わせた地域が勝英地方と呼ばれる場合がある。

## 郡域
1900年（明治33年）に行政区画として発足した当時の郡域は、上記2町のほか、下記の区域にあたる。
- 津山市の一部（吉井川、加茂川、津川川より南東）
- 美作市の一部（吉野川、梶並川以西および小畑、大町、久賀、梶並、東谷下、東谷上より北西）
- 久米郡美咲町の一部（吉井川以東）

## 歴史

### 勝田郡（第1次）
中世に勝南郡・勝北郡に分割された。

### 勝田郡（第2次）

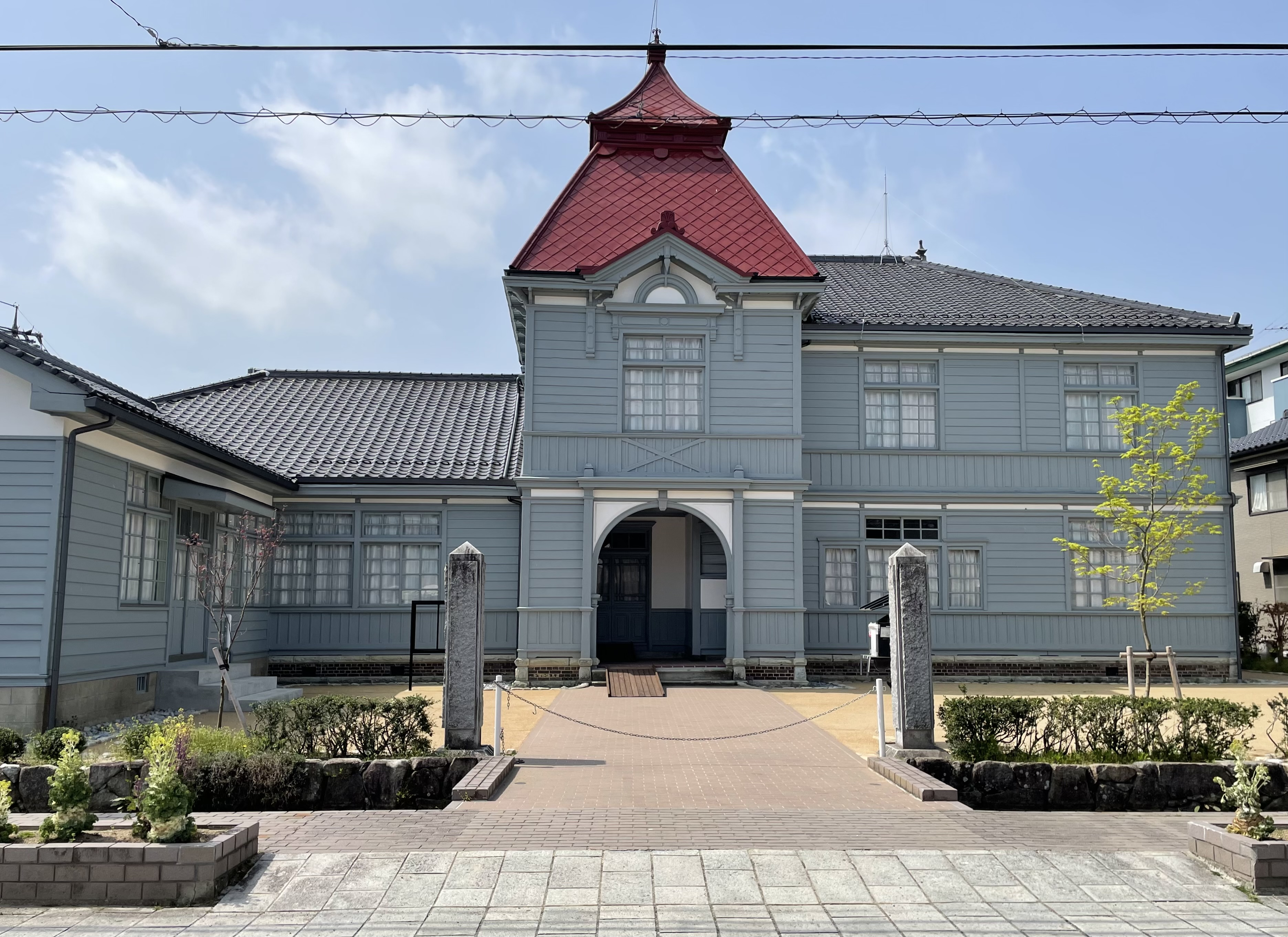
1912年竣工の旧勝田郡役所庁舎
（勝央町勝間田）

- 明治33年（1900年）4月1日 - 郡制の施行により、勝北郡・勝南郡の区域をもって発足。以下の各村が所属。郡役所が勝間田村に設置。（23村）
  - 旧・勝北郡（13村） - 新野村、広戸村、勝加茂村、広野村（現・津山市）、植月村（現・勝田郡勝央町）、吉野村（現・美作市、勝田郡勝央町）、勝田村（現・美作市）、古吉野村（現・勝田郡勝央町）、北吉野村、豊田村、豊並村（現・勝田郡奈義町）、梶並村（現・美作市）、滝尾村（現・津山市）
  - 旧・勝南郡（10村） - 勝間田村（現・勝田郡勝央町）、豊国村、湯郷村、公文村（現・美作市）、飯岡村、南和気村、北和気村（現・久米郡美咲町）、高取村（現・勝田郡勝央町）、大崎村、河辺村（現・津山市）
- 明治34年（1901年）4月1日 - 植月村の一部（平）が勝間田村に編入。
- 明治39年（1906年）3月28日 - 勝間田村が町制施行して勝間田町となる。（1町22村）
- 大正12年（1923年）4月1日 - 郡会が廃止。郡役所は存続。
- 大正15年（1926年）7月1日 - 郡役所が廃止。以降は地域区分名称となる。
- 昭和15年（1940年）11月3日 - 勝田村が町制施行して勝田町となる。（2町21村）
- 昭和24年（1949年）10月1日 - 湯郷村が町制施行して湯郷町となる。（3町20村）
- 昭和28年（1953年）4月1日 - 湯郷町・豊国村が英田郡林野町・豊田村・楢原村と合併して英田郡美作町が発足し、郡より離脱。（2町19村）
- 昭和29年（1954年）
  - 3月31日 - 植月村・吉野村[1]・古吉野村・勝間田町・高取村が合併して勝央町が発足。（2町15村）
  - 7月1日 - 河辺村・大崎村・広野村・滝尾村が津山市に編入。（2町11村）
  - 11月1日 - 勝田町が英田郡粟広村の一部（長谷内・馬形・宗掛）を編入。
- 昭和30年（1955年）
  - 1月1日（3町4村）
    - 新野村・広戸村・勝加茂村が合併して勝北町が発足。
    - 勝田町・梶並村が合併し、改めて勝田町が発足。
    - 飯岡村・北和気村・南和気村が久米郡吉岡村と合併して久米郡柵原町が発足し、郡より離脱。

  - 2月1日 - 北吉野村・豊田村・豊並村が合併して奈義町が発足。（4町1村）
  - 4月1日 - 勝北町の一部（楢）が津山市に編入。
  - 6月1日 - 勝央町の一部（池ヶ原・堂尾）が津山市に編入。
- 昭和31年（1956年）2月1日 - 公文村が分割し、一部（下山・城田・中河内・鳥淵・青野）が英田郡英田町に、残部（阿蘇・岩見田）が英田郡美作町にそれぞれ編入。（4町）
- 平成17年（2005年）
  - 2月28日 - 勝北町が津山市に編入。（3町）
  - 3月31日 - 勝田町が英田郡大原町・東粟倉村・作東町・美作町・英田町と合併して美作市が発足し、郡より離脱。（2町）

### 変遷表
| 明治33年4月1日 | 明治33年4月1日 | 明治33年 -昭和25年                  | 明治33年 -昭和25年       | 昭和26年 - 昭和30年          | 昭和30年 - 昭和63年                                                  | 平成1年 - 現在               | 現在          |
| -------------- | -------------- | ----------------------------------- | ------------------------ | ---------------------------- | -------------------------------------------------------------------- | ---------------------------- | ------------- |
| 旧勝北郡       | 北吉野村       | 北吉野村                            | 北吉野村                 | 昭和30年2月1日 奈義町        | 奈義町                                                               | 奈義町                       | 奈義町        |
| 旧勝北郡       | 豊田村         | 豊田村                              | 豊田村                   | 昭和30年2月1日 奈義町        | 奈義町                                                               | 奈義町                       | 奈義町        |
| 旧勝北郡       | 豊並村         | 豊並村                              | 豊並村                   | 昭和30年2月1日 奈義町        | 奈義町                                                               | 奈義町                       | 奈義町        |
| 旧勝北郡       | 新野村         | 新野村                              | 新野村                   | 昭和30年1月1日 勝北町        | 勝北町                                                               | 平成17年2月28日 津山市に編入 | 津山市        |
| 旧勝北郡       | 広戸村         | 広戸村                              | 広戸村                   | 昭和30年1月1日 勝北町        | 勝北町                                                               | 平成17年2月28日 津山市に編入 | 津山市        |
| 旧勝北郡       | 勝加茂村       | 勝加茂村                            | 勝加茂村                 | 昭和30年1月1日 勝北町        | （楢） 昭和30年4月1日 津山市に編入                                   |                              | 津山市        |
| 旧勝北郡       | 広野村         | 広野村                              | 広野村                   | 昭和29年7月1日 津山市に編入  |                                                                      |                              | 津山市        |
| 旧勝北郡       | 滝尾村         | 滝尾村                              | 滝尾村                   | 昭和29年7月1日 津山市に編入  |                                                                      |                              | 津山市        |
| 旧勝北郡       | 勝田村         | 勝田村                              | 昭和15年11月3日 勝田町   | 昭和30年1月1日 勝田町        | 勝田町                                                               | 平成17年3月22日 美作市       | 美作市        |
| 旧勝北郡       | 梶並村         | 梶並村                              | 梶並村                   | 昭和30年1月1日 勝田町        | 勝田町                                                               | 平成17年3月22日 美作市       | 美作市        |
| 旧勝北郡       |                |                                     | 英田郡 粟広村の一部      | 昭和29年11月1日 勝田町に編入 | 勝田町                                                               | 平成17年3月22日 美作市       | 美作市        |
| 旧勝北郡       | 吉野村         | 吉野村                              | 吉野村                   | 昭和29年3月31日 勝田町に編入 | 勝田町                                                               | 平成17年3月22日 美作市       | 美作市        |
| 旧勝北郡       | 吉野村         | 吉野村                              | 吉野村                   | 昭和29年3月31日 勝央町       | 勝央町                                                               | 勝央町                       | 勝央町        |
| 旧勝北郡       | 古吉野村       | 古吉野村                            | 古吉野村                 | 昭和29年3月31日 勝央町       | 勝央町                                                               | 勝央町                       | 勝央町        |
| 旧勝北郡       | 植月村         | 植月村                              | 植月村                   | 昭和29年3月31日 勝央町       | 勝央町                                                               | 勝央町                       | 勝央町        |
| 旧勝北郡       | 植月村         | (平） 明治34年4月1日 勝間田村に編入 | 明治39年3月28日 勝間田町 | 昭和29年3月31日 勝央町       | 勝央町                                                               | 勝央町                       | 勝央町        |
| 旧勝南郡       | 勝間田村       | 勝間田村                            | 明治39年3月28日 勝間田町 | 昭和29年3月31日 勝央町       | 勝央町                                                               | 勝央町                       | 勝央町        |
| 旧勝南郡       | 高取村         | 高取村                              | 高取村                   | 昭和29年3月31日 勝央町       | （池ヶ原・堂尾） 昭和30年6月1日 津山市に編入                         |                              | 津山市        |
| 旧勝南郡       | 大崎村         | 大崎村                              | 大崎村                   | 昭和29年7月1日 津山市に編入  |                                                                      |                              | 津山市        |
| 旧勝南郡       | 河辺村         | 河辺村                              | 河辺村                   | 昭和29年7月1日 津山市に編入  |                                                                      |                              | 津山市        |
| 旧勝南郡       | 湯郷村         | 湯郷村                              | 昭和24年10月1日 湯郷町   | 昭和28年4月1日 英田郡 美作町 |                                                                      |                              | 美作市        |
| 旧勝南郡       | 豊国村         | 豊国村                              | 豊国村                   | 昭和28年4月1日 英田郡 美作町 |                                                                      |                              | 美作市        |
| 旧勝南郡       | 公文村         | 公文村                              | 公文村                   | 公文村                       | (岩見田・安蘇） 昭和31年2月1日 英田郡 美作町に編入                   |                              | 美作市        |
| 旧勝南郡       | 公文村         | 公文村                              | 公文村                   | 公文村                       | (城田・下山・中河内・鳥渕・青野） 昭和31年2月1日 英田郡 英田町に編入 |                              | 美作市        |
| 旧勝南郡       | 飯岡村         | 飯岡村                              | 飯岡村                   | 昭和30年1月1日 久米郡 柵原町 |                                                                      |                              | 久米郡 美咲町 |
| 旧勝南郡       | 北和気村       | 北和気村                            | 北和気村                 | 昭和30年1月1日 久米郡 柵原町 |                                                                      |                              | 久米郡 美咲町 |
| 旧勝南郡       | 南和気村       | 南和気村                            | 南和気村                 | 昭和30年1月1日 久米郡 柵原町 |                                                                      |                              | 久米郡 美咲町 |
|                |                |                                     | 久米郡 吉岡村            | 昭和30年1月1日 久米郡 柵原町 |                                                                      |                              | 久米郡 美咲町 |

## 行政
歴代郡長
| 代 | 氏名 | 就任年月日               | 退任年月日                | 備考                   |
| -- | ---- | ------------------------ | ------------------------- | ---------------------- |
| 1  |      | 明治33年（1900年）4月1日 |                           |                        |
|    |      |                          | 大正15年（1926年）6月30日 | 郡役所廃止により、廃官 |